# Ильина, Надежда Викторовна
Надежда Викторовна Ильина (28 ноября 1978, Кемерово) — российский политик, сенатор Российской Федерации, представитель Законодательного собрания Кемеровской области ― Кузбассе в Совете Федерации России. Член Комитета Совета Федерации по федеративному устройству, региональной политике, местному самоуправлению и делам Севера. 

## Биография
Родилась в городе Кемерово. Окончила в 2001 году Кемеровский государственный университет по специальности юриспруденция.
Была заместителем председателя комитета по жилищным вопросам администрации города Кемерово. С 2014 года одновременно исполняла обязанности председателя комитета.
В 2016―2023 гг. ― председатель комитета по жилищным вопросам администрации города Кемерово.
Участвовала в праймериз «Единой России» по определению кандидата в Законодательное собрание по 10 территориальной группе. Избрана по 10 группе «Единой России».
12 сентября 2023 года была избрана членом Совета Федерации от законодательного собрания Кемеровской области. В Совете Федерации сменила Дмитрия Кузьмина. 